# فيشكوف

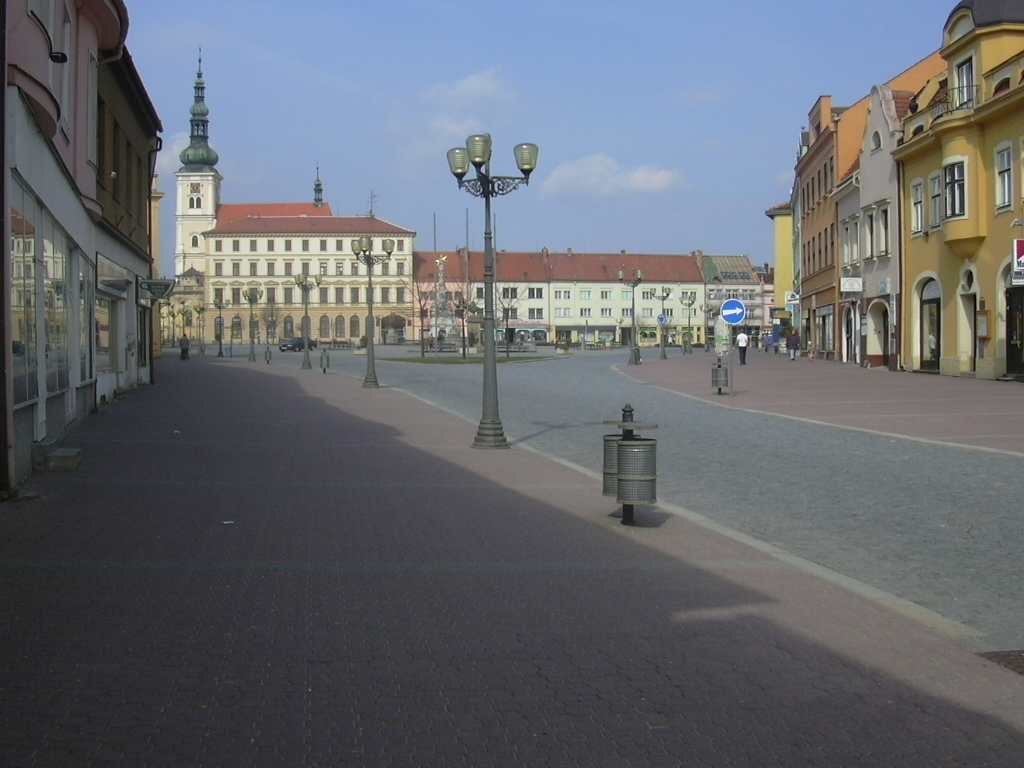
فيشكوف

فيشكوف (بالتشيكية: Vyškov) هي مدينة في مقاطعة فيشكوف في جمهورية التشيك.

## توأمة
لفيشكوف اتفاقيات توأمة مع كل من:
- Döbeln [الإنجليزية]‏
- Jarosław [الإنجليزية]‏
- ميخالوفتسى
- فيروفيتيكا
- أورانج (فوكلوز)

## أعلام
- يوليوس بيليك
- كاريل ماجيك
- ميخال كادلتس